# Колибри-халибуры
Колибри-халибуры (лат. Chalybura) — род птиц семейства колибри.

## Распространение
Обитают на территории Центральной Америки и севере Южной Америки.

## Описание
Длина тела от 10,5 до 12 см. Масса самца — 6,9-7,3 г, а самки — 5,9-6,3 г. От других колибри отличаются преобразованием нижних кроющих перьев хвоста в маленькие пуховые перья. Клюв длиннее головы. Он толстый, прямой или слабо изогнут.

## Систематика

### Этимология
Род Chalybura (от греч. χαλυβος — «сталь» и греч. ουρα — «хвост») был выделен в 1854 году немецким зоологом Людвиогм Райхенбахом (1793—1879).

### Виды
Международный союз орнитологов относит к роду 2 вида:
- Chalybura buffonii[англ.] (Lesson, 1832)   —  Бюффонова халибура, Белогузый колибри
- Chalybura urochrysia[англ.] (Gould, 1861)   —  Бронзовохвостая халибура, Бронзовохвостый колибри

## Охрана
Оба вида включены в Красный список угрожаемых видов МСОП со статусом LC (Виды, вызывающие наименьшие опасения).